# Кузнецов, Алексей Владимирович
Алексей Владимирович Кузнецов (род. 1 ноября 1978) — российский экономист и экономико-географ, доктор экономических наук, член-корреспондент РАН, директор ИНИОН РАН, профессор МГИМО МИД России, главный редактор журнала «Контуры глобальных трансформаций: политика, экономика, право» (в базе RSCI и перечне ВАК).

## Биография

### Образование
С отличием окончил в 2001 году магистратуру Географического факультета МГУ имени М. В. Ломоносова по кафедре социально-экономической географии зарубежных стран.
В 2003 году окончил очную аспирантуру Института мировой экономики и международных отношений Российской академии наук (ИМЭМО РАН). Тема диссертации — «Влияние глобализации на внешнеэкономические связи Германии» (специальность — «мировая экономика»).

### Ученые степень и звание
Доктор экономических наук (2008, тема диссертации — «Интернационализация российской экономики: инвестиционный аспект»). Член-корреспондент РАН (2011, избран по Отделению глобальных проблем и международных отношений).

## Профессиональная деятельность
С 2003 года последовательно младший научный сотрудник, научный сотрудник, старший научный сотрудник, заведующий сектором в Институте мировой экономики и международных отношений (ИМЭМО) РАН. С 2009 года руководитель Центра европейских исследований ИМЭМО РАН. С 2013 года заместитель директора ИМЭМО РАН. В мае 2019 г. назначен врио директора ИНИОН РАН. В ноябре 2020 г. избран директором ИНИОН РАН.
Сфера научных интересов:
- Мировая экономика, международные экономические отношения, корпоративная карта мира, теории транснационализации, прямые инвестиции западноевропейских и российских компаний.
- Европейская и евразийская интеграция, социально-экономические и политические проблемы ЕС и постсоветского пространства, экономика Германии и других европейских стран, российские внешнеторговые и инвестиционные связи.
- Региональная экономическая политика, системная диагностика экономики региона, динамические концепции размещения и региональные стратегии бизнеса, социально-экономические дисбалансы в крупных государствах мира.
- Научно-техническая политика в России и за рубежом, развитие научных библиотек, социально-экономические последствия цифровизации[1].

С 2004 года параллельно занимается преподавательской деятельностью. С 2009 года профессор кафедры европейской интеграции (ныне — кафедры интеграционных процессов) МГИМО (У) МИД России (по совместительству). С 2011 г. также приглашенный профессор кафедры общей экономической теории Московской школы экономики МГУ имени М. В. Ломоносова.
Главный редактор журнала «Контуры глобальных трансформаций: политика, экономика, право», входящего в базу данных RSCI на платформе Web of Science, а также в перечень ВАК.
Член Учёного совета ИМЭМО РАН, член докторских диссертационных советов по мировой экономике в ИМЭМО РАН, Институте США и Канады РАН, Институте экономики РАН. Член редколлегий ряда научных журналов.
Член Учёного совета Русского географического общества.
Член экспертного совета по научным проектам Российского научного фонда в 2014—2018 гг., а в 2018—2020 гг. — член экспертного совета по Президентской программе Российского научного фонда.

## Основные научные результаты
- на основе сравнительного анализа экспорта прямых иностранных инвестиций из стран ЕС, России и крупных развивающихся стран выявлена специфика российских транснациональных корпораций и скорректированы теоретические концепции интернационализации фирмы;
- исследованы современные проблемы развития экономических связей России со странами ЕС и предложены рекомендации по смягчению дисбалансов во взаимной торговле и инвестициях;
- выявлены современные особенности экономики Германии и других стран ЕС и разработан долгосрочный прогноз экономического и социального развития ЕС до 2030 г.[7]

## Исследовательские проекты
- руководитель проекта РНФ «Социально-экономическое развитие крупных городов Европы: влияние иностранных капиталовложений и трудовых миграций» (2019—2021)[8];
- руководитель проекта РНФ «Оптимизация российских внешних инвестиционных связей в условиях ухудшения отношений с ЕС» (2014—2018)[9];
- руководитель российской части международного проекта Колумбийского университета «Emerging Market Global Players» (с 2009);
- руководитель проекта РГНФ «Влияние российской инвестиционной экспансии на образ России в Европе» (2009—2010);
- руководитель проекта РГНФ «Инвестиционное сотрудничество со странами ЕС как способ модернизации российской экономики» (2001—2013);
- руководитель совместного проекта ИМЭМО РАН и Центра интеграционных исследований ЕАБР «Мониторинг взаимных инвестиций в странах СНГ» (2012—2017);
- руководитель проекта ИНИОН РАН «Мониторинг взаимных инвестиций ЕАБР» (с 2021);
- участник ряда других исследовательских проектов при поддержке РНФ, РГНФ, РФФИ, МИОН, а также по заказу федеральных органов власти, международных организаций, бизнес-структур.

## Труды
Автор нескольких монографий и более 200 статей, брошюр, глав в книгах и учебниках на русском языке, в том числе свыше 100 статей в журналах из перечня ВАК («МЭ и МО», «Вопросы экономики», «Современная Европа», «Балтийский регион», «Вестник Московского университета» и др.), а также ряда публикаций на английском языке. Индекс Хирша в системе РИНЦ равен 38. В изданиях из базы данных Web of Science Core Collection опубликовано более 25 работ (ResearchID: K-6858-2013), в журналах из базы данных Scopus — 35 работ (ID: 56265920200). Индекс Хирша в системе scholar.google равен 29, в Scopus равен 5. Шесть статей опубликованы в журналах Q1 соответствующих тематических направлений Scopus:
- Kuznetsov A.V. (2021) Spatial Diffusion of Asian Direct Investments in the Northern European EU Countries // Baltic Region. Vol. 13, no. 4, pp. 21-35 (DOI: 10.5922/2079-8555-2021-4-2).
- Володина М. А. & Кузнецов А. В. (2020) Проблемы туристического сектора Марокко: от логистических просчетов до угроз безопасности // ЭНОЖ «История». Том 11, № 8 (DOI: 10.18254/S207987840011072-8). Опубликована по итогам экспедиции в Северную Африку в рамках гранта РНФ.
- Deak A. & Kuznetov A. (2019) Relational locomotive or apple of discord? — Bilateral perceptions of the economic cooperation // Journal of Contemporary European Studies. Vol. 27, no. 2, pp. 159—170. Published on-line 17 January (https://doi.org/10.1080/14782804.2019.1566118);
- Kuznetsov A.V. & Kuznetsova O.V. (2019) The changing role of border regions in the regional policies of the EU and Russia // Baltic Region. Vol. 11, no. 4, pp. 58-75 (DOI: 10.5922/2079-8555-2019-4-4).
- Kuznetsov A.V. & Nevskaya A.A. (2017) Geography of FDI from Visegrad in Russia // Bulletin of Geography. Socio-Economic Series. No. 36, pp. 107—115 (http://dx.doi.org/10.1515/bog-2017-0018). Переведена также в 2018 г. на японский язык и переиздана в журнале «Russian Eurasian Economy & Society»;
- Kuznetsov A.V. (2016) Foreign Investments of Russian Companies: Competition with West European and East Asian Multinationals // Herald of the Russian Academy of Sciences. Vol. 86, No. 2, pp. 77-85 (DOI: 10.1134/S1019331616020039). Изначально статья, подготовленная по итогам научного доклада на заседании Президиума РАН, опубликована на русском языке в журнале «Вестник РАН».

Монографии
- Мирохозяйственные связи германских компаний. — М.: ИМЭМО РАН, 2004.
- Кузнецова О. В., Кузнецов А. В. Системная диагностика экономики региона. — М.: КомКнига (URSS), 2006; 2-е изд. — М.: ЛИБРОКОМ, 2010.
- Европейские прямые инвестиции в России. — М.: ИМЭМО РАН, 2006 (ответственный редактор, автор введения, трех глав и заключения).
- Интернационализация российской экономики: инвестиционный аспект. — М.: КомКнига (URSS), 2007 (монография удостоена медали РАН для молодых ученых); 2-е изд. — М.: ЛИБРОКОМ, 2013.
- Кузнецова О. В., Кузнецов А. В., Туровский Р. Ф., Четверикова А. С. Инвестиционные стратегии крупного бизнеса и экономика регионов. — М.: Издательство ЛКИ, 2007; 2-е изд. — М.: ЛИБРОКОМ, 2009; 3-е изд. — М.: URSS, 2011.
- ЕС и Россия: от прямых капиталовложений к инвестиционному сотрудничеству. — М.: Наука, 2008 (ответственный редактор, автор введения, шести глав и заключения).
- Региональная политика стран ЕС. — М.: ИМЭМО РАН, 2009 (ответственный редактор, автор введения, четырёх глав и заключения).
- Влияние российской инвестиционной экспансии на образ России в Европе. — М.: ИМЭМО РАН, 2010 (ответственный редактор, автор введения, трех глав и заключения).
- Междисциплинарный синтез в изучении мировой экономики и политики. — М.: Крафт+, 2012 (ответственный редактор, автор главы).
- Экономика стран ЕС после введения евро: от эйфории 1999 г. до долгового кризиса 2010-х годов. — М.: ИМЭМО РАН, 2013 (ответственный редактор, автор введения, главы и заключения)[12].
- Региональная политика: зарубежный опыт и российские реалии. — М.: ИМЭМО РАН, 2015 (соредактор, автор главы 1 — монография подготовлена под руководством А. В. Кузнецова в рамках работы по программе Президиума РАН)[13].
- Оптимизация инвестиционных связей современной России. — М.: ИМЭМО РАН, 2016 (редактор, автор введения и заключения, соавтор пяти глав — монография подготовлена под руководством А. В. Кузнецова в рамках работы по проекту РНФ)[14].
- Внутренние дисбалансы крупных развивающихся государств и специфика их взаимодействия с сопредельными странами. — М.: ИМЭМО РАН, 2017 (редактор, автор введения, заключения, соавтор главы 7 — монография подготовлена под руководством А. В. Кузнецова в рамках работы по программе Президиума РАН)[15].
- Регулирование инфляции в условиях социально-экономических дисбалансов. — М.: ИМЭМО РАН, 2017 (редактор, автор введения, заключения, соавтор главы 12 — монография подготовлена под руководством А. В. Кузнецова в рамках работы по программе Президиума РАН)[16].
- Феномен Трампа. — М.: ИНИОН РАН, 2020 (редактор, автор введения, заключения и двух глав).
- Серия брошюр «Monitoring of mutual investments in the CIS countries» (2012—2017 гг.) — дважды доклады по заказу ЕАБР, выполненные под руководством А. В. Кузнецова[17], признавались в числе 50 лучших докладов в мире, подготовленных в соответствующих год аналитическими центрами (think tanks) — по итогам 2016 г. (табл. 34 на стр. 116)[18] и по итогам 2014 г. (табл. 34 на стр. 123)[19].

## Награды и премии
- Почётная грамота Президента Российской Федерации (7 апреля 2017) — за заслуги в научной деятельности[20].